# Planteæder
Planteædere (herbivorer) er en betegnelse, der dækker alle dyr, som lever af at æde planter. Det kan være meget store dyr som elefanter, eller det kan være bittesmå som bladlus. Hermed er det også sagt, at dyrene ikke behøver at tygge planterne for at være planteædere. Det er de, om de suger, stikker, rasper, bider eller flår plantedele af. Det er også ligegyldigt, hvilke dele af planterne, der bliver ædt.
Planteæderne udnytter de autotrofe planters nettoprimærproduktion som deres fødegrundlag. Dermed befinder de sig på det andet trofiske niveau, hvor føden er rigelig og kan findes næsten overalt. Til gengæld må de ofte nøjes med plantemateriale, som er tungt fordøjeligt, og de må opbygge særlige systemer, som udvinder energi og stof af føden.
Drøvtyggerne er nået længst med deres raffinerede mavesystem i fire afdelinger, men der er også andre dyr, som har tilsvarende, omend knap så gennemførte systemer: Heste (blindtarm), visse haredyr (førstegangsekskrementer ædes – f.eks. kanin), gæs (kro) og kakerlakker (tarm) f.eks. De har alle skabt sig en symbiose med en eller flere bakteriearter, sådan at cellulosen i plantematerialet kan nedbrydes og anvendes som fødegrundlag.
Endelig er der en lang række dyr, som lever i en ydre symbiose med især svampe, der nedbryder træstof (både cellulose og lignin). Dyrene lever så i realiteten af svampehyfer og trøsket træ. Blandt dem kan nævnes: Barkbiller, træhvepse og visse termitter.

## Planteædernes rolle i økologien
Ny forskning viser, at de store planteædere har afgørende betydning for succession og plantesamfund. Mens de store planteædere levede i Nordamerika (ca. 15.000 år siden), holdt de løvtræerne nede, og landskabet var åbent og parkagtigt. Da de uddøde for ca. 13.000 år siden, bredte løvtræerne sig, og der opstod blandede skove med nåle- og løvtræer. Den øgede mængde tørt løv gav senere anledning til hyppige skovbrande, som yderligere formede landskabet.
Note
1. ↑  Science Daily: After Mastodons and Mammoths, a Transformed Landscape (engelsk)